# 클로징 더 링
《클로징 더 링》(영어: Closing the Ring)은 영국, 미국, 캐나다에서 제작된 2007년 로맨틱 드라마 영화이다. 리처드 애튼버러가 연출과 제작을 맡고, 셜리 매클레인, 크리스토퍼 플러머 등이 출연하였다.

## 출연진
- 셜리 매클레인
  - 미샤 바턴
- 크리스토퍼 플러머
- 그레고리 스미스
- 스티븐 어멜
- 네브 캠벨
- 피트 포슬스웨이트
  - 존 트래버스
- 브렌다 프리커
- 데이비드 앨페이
- 앨런 호코
- 이언 매컬헤니
- 마틴 매캔

## 기타 제작진
- 라인 제작: 테런스 클레그
- 공동 제작: 마틴 캐츠
- 배역: 존 버컨, 모린 더프, 마크 팰러디니
- 미술: 톰 매컬러
- 세트: 오데타 스토더드 (온타리오주)
- 의상: 헤이즐 웨브크로지어